# Franz Carl Achard

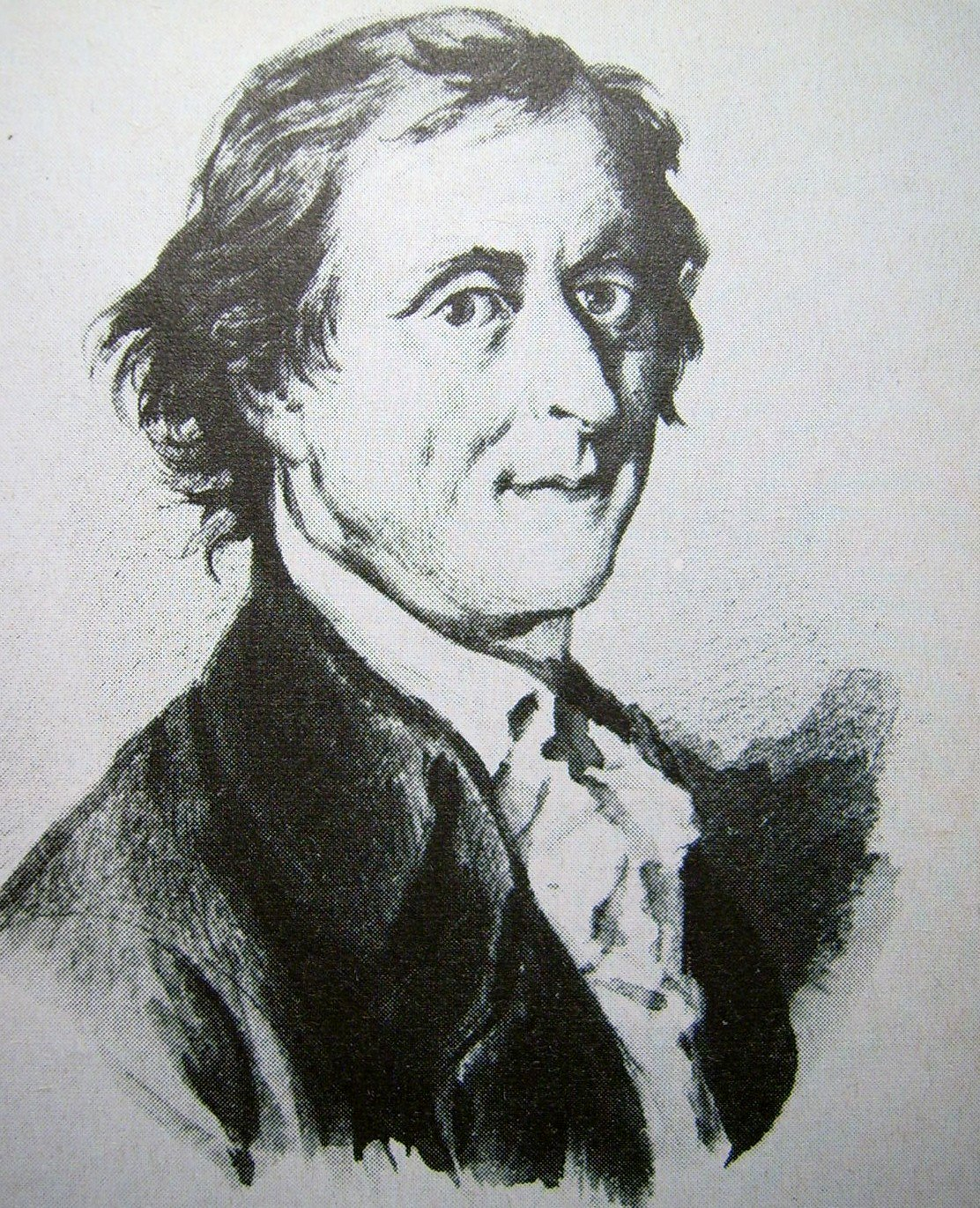
Franz Carl Achard

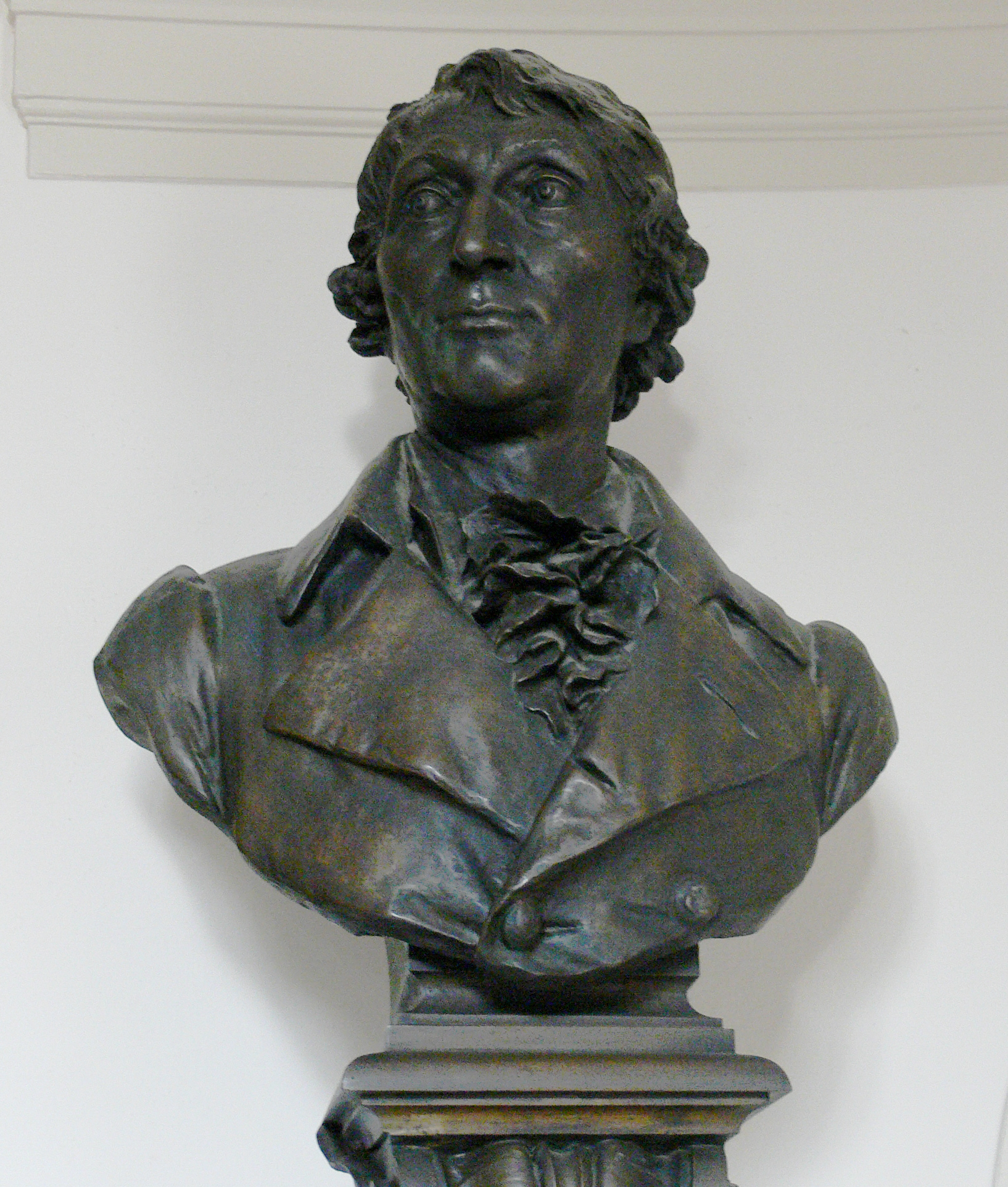
Büste Franz Carl Achards im Zucker-Museum

Franz Carl Achard – in anderer Schreibweise François Charles Achard (A’schàr) – (* 28. April 1753 in Berlin; † 20. April 1821 in Kunern, unweit Winzig, Provinz Schlesien) war ein deutscher Naturwissenschaftler. Er entwickelte die Technik zur Herstellung von Zucker aus weißen Futterrüben. Im Jahr 1801 ließ er in Kunern und damit in Preußen die erste funktionsfähige Rübenzuckerfabrik der Welt errichten.

## Privatleben

### Die frühen Jahre
Achard entstammte einer Familie gesellschaftlich hoch angesehener und finanziell gutgestellter Hugenotten. Die Vorfahren waren aus der Dauphiné im Südosten Frankreichs nach Genf geflohen, nachdem 1685 das Toleranzedikt von Nantes widerrufen worden war. In Genf studierte Achards Vater Theologie, 1743 kam er nach Berlin. Dort bekleideten Angehörige der Familie als Juristen, Theologen und Bankiers, auch als Mitglieder der Preußischen Akademie der Wissenschaften, herausragende Positionen. Guillaume Achard erhielt bei der französischen Kolonie eine Stelle an der Werderschen Kirche. Er verstarb 1755, nur zwei Jahre nach der Geburt seines Sohnes. Seine Witwe Marguerite heiratete 1759 in zweiter Ehe den Gobelinproduzenten Charles Vigne.
Über Kindheit und Jugend Achards ist wenig bekannt. Er hatte sich wohl als Autodidakt naturwissenschaftliche Kenntnisse angeeignet und mit 19 Jahren begonnen, auf diesem Gebiet zu arbeiten. 1774, mit 21 Jahren, wurde er in die Gesellschaft Naturforschender Freunde zu Berlin aufgenommen. Die Akten der Gesellschaft vermerken, „dass dieser Herr bloß von seinem Gelde leben und lediglich nach seinem Geschmack arbeiten kann“. 1775 schickte Achard Beispiele seiner wissenschaftlichen Untersuchungen an König Friedrich II. und erhielt mit dessen wohlwollender Unterstützung 1776 eine Stelle als Mitarbeiter an der Berliner Akademie der Wissenschaften, im Chemielabor von Andreas Sigismund Marggraf. Ein Gehalt allerdings wurde ihm erst 1778 bewilligt, nach wiederholten eigenen Bitten und Fürsprache von Kollegen.

### Problematische Beziehungen
Zum Zeitpunkt seiner Anstellung, also noch ohne eigenes Einkommen, verfolgte Achard Heiratspläne, offensichtlich gegen starke Widerstände in seiner Umgebung. Die Braut kam aus kleinbürgerlichen Verhältnissen, hatte kein Vermögen, gehörte nicht der französisch-reformierten Kirche an, war neun Jahre älter als ihr Bräutigam, geschieden und Mutter einer Tochter aus erster Ehe. Achards Familie betrachtete die Verbindung als krasse Mesalliance. Sogar Jean Henri Samuel Formey, der ständige Sekretär der Akademie der Wissenschaften, ermahnte den jungen Mann, an seinen großen Namen zu denken und seine Familie nicht zu kränken. Schließlich schrieb Achard am 20. September 1776 unmittelbar an den König: „Um die Zerstreuungen und Verschwendungen zu vermeiden, die fast untrennbar mit dem Leben eines Junggesellen verbunden sind und sich so gefährlich für diejenigen erweisen, die sich den Studien widmen, bitte ich Majestät sehr respektvoll, mir die Gnade zu erweisen, dass mir erlaubt wird, mich durch Heirat mit Maria Louisa Kühn, geboren in Frankfurt an der Oder, zu vereinen. … Einige Personen meiner Familie … sind mit meiner Wahl gänzlich unzufrieden.“ In seiner knappen Antwort teilte Friedrich dem Bittsteller mit, „dass er wegen seiner Verheiratung es halten kann, wie er es will, und nicht nötig hat, … darüber anzufragen, indem seine Majestät es gar nicht angeht.“
Achard bewertete diesen Bescheid als Zustimmung. Am 20. Oktober 1776 heiratete er – eine Überraschung für die Familie und auch für die französische Kirchengemeinde, denn die Trauung fand in der Garnisonkirche statt, in der Kirchengemeinde der Militärbevölkerung. Dort wurden Fragen des sozialen Status und der bürgerlichen Lebensmodelle traditionell großzügiger betrachtet als anderswo, speziell als bei den Französisch-Reformierten. Nachträglich autorisierte aber auch die Französische Gemeinde diese Heirat. Die Missbilligung der Familie fand einen konkreten Ausdruck darin, dass verschiedene Testamente zu Ungunsten des frisch Vermählten geändert wurden.
Die Ehe hielt nicht lange, im Jahr 1783 verlangte die Ehefrau die Scheidung. Nach Ablehnung durch das Gericht der französischen Kolonie, misslungenem Versöhnungstermin und vergeblichem Appell an den König, der die Sache an die Gerichte zurückverwies, wurde die Ehe schließlich doch geschieden; der genaue Termin ist nicht bekannt. In der Folge gestaltete sich Achards Privatleben noch komplizierter. Mit seiner Stieftochter begann er ein außereheliches Verhältnis, die eben 17-Jährige bekam 1787 eine Tochter, 1791 dann einen Sohn von ihrem Stiefvater. Der Vorgang wurde als Skandal empfunden, Achards Verwandte und Kollegen blieben auf Distanz.
Zu dieser Zeit wohnte Achard in der Berliner Dorotheenstadt, ab 1792 zusätzlich auf seinem Gut in Französisch Buchholz. Es lässt sich nicht genau sagen, wie lange er mit seiner Stieftochter zusammenlebte. Für 1796 ist belegt, dass er eine Lebensgemeinschaft mit einer Hausangestellten unterhielt, mit der er ebenfalls zwei Kinder hatte und mindestens bis 1801 einen gemeinsamen Haushalt führte. 1802 verließ er Berlin, um in Kunern im preußischen Niederschlesien sein Projekt einer Rübenzuckerfabrik zu verfolgen. Dort lebte er mit seinen vier legitimierten Kindern, höchstwahrscheinlich ohne die beiden Mütter.

## Berufsleben

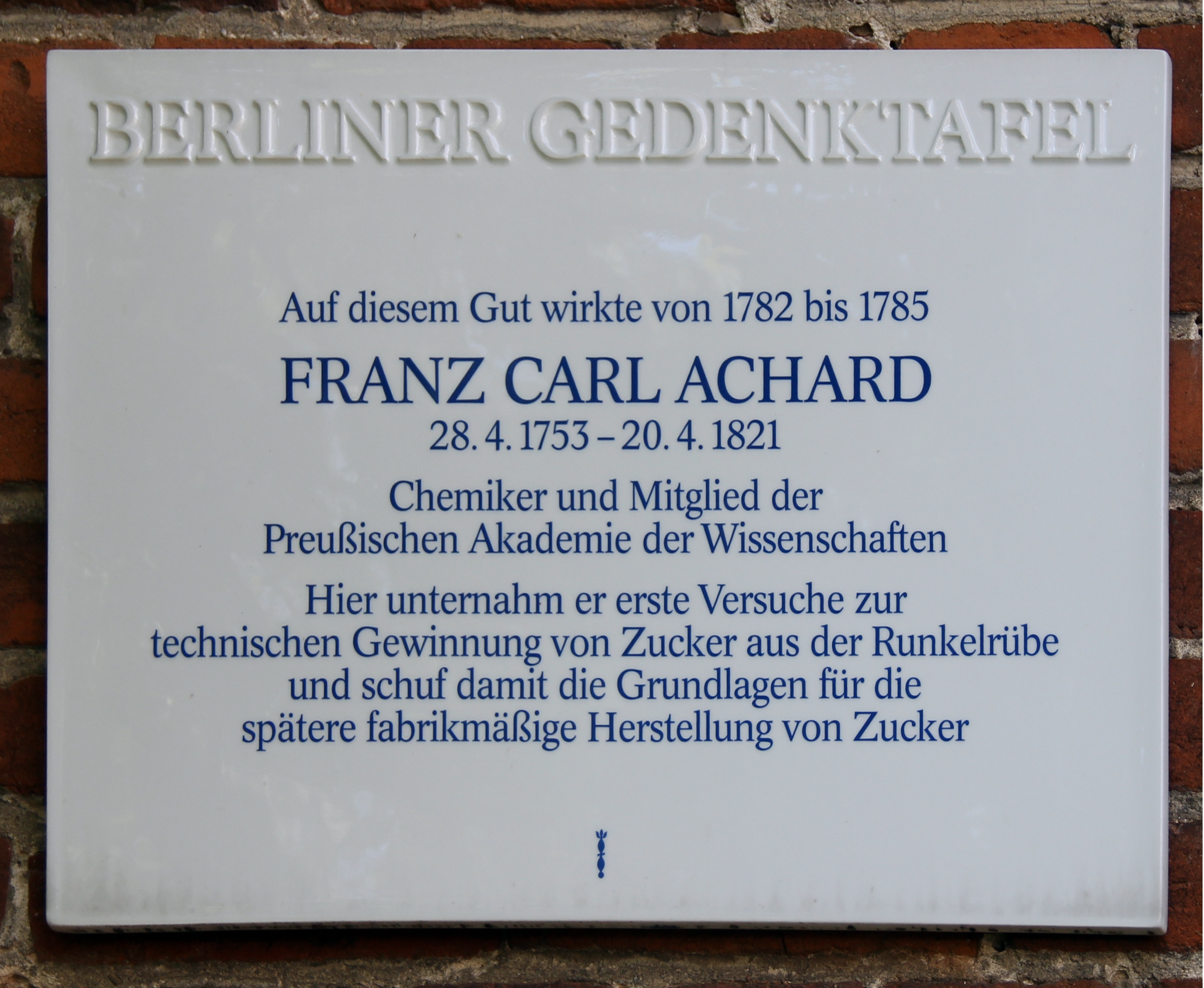
Berliner Gedenktafel am Haus Dorfstraße 1 in Berlin-Kaulsdorf

### Wissenschaftliche Aktivitäten
Achard arbeitete als Physiker, Chemiker und Biologe an einer Vielzahl höchst unterschiedlicher Probleme. Derartiges war im damaligen Wissenschaftsbetrieb noch möglich und daher prinzipiell nicht ungewöhnlich, auch die Preußische Akademie der Wissenschaften war noch interdisziplinär strukturiert. Achard wurde dort 1782 als Nachfolger Marggrafs zum Direktor der Physikalischen Klasse gewählt. Seine Vielseitigkeit und Betriebsamkeit gingen über das Übliche weit hinaus. Auch seine häufigen finanziellen Schwierigkeiten hatten daran Anteil. Er verschuldete sich für seine Experimente und für private Bedürfnisse, sein durchaus ansehnliches Gehalt musste er verpfänden. Auf materiellen Rückhalt durch die Großfamilie konnte er nicht mehr zählen, oft bestimmte daher die Hoffnung auf schnellen finanziellen Ertrag die Wahl seiner Arbeitsgebiete. Bei Kollegen und Beobachtern verursachte er so gelegentlich Zweifel an der wissenschaftlichen Ernsthaftigkeit seiner Unternehmungen.
Die Erforschung der Elektrizität war seit den Versuchen Luigi Galvanis ein wissenschaftliches Modethema. Achard wiederholte die Experimente, führte selbsterdachte Versuche durch – darunter erfolglose Bemühungen, durch Stromstöße Taubheit zu kurieren – und berichtete dem König davon, auch von der Hoffnung, dass die elektrische Kraft dazu beitragen könne, die Unordnung des Nervensystems zu beeinflussen. Friedrich II. antwortete: „… Wenn es Ihnen gelingt, durch Elektrizität den Dummen Geist zu verschaffen, sind Sie mehr als Ihr Gewicht in Gold wert …“ Achard untersuchte verschiedene Arten von Gasen, entwickelte Sauerstoffgebläse, um mit ihnen Metalle zu schmelzen und gesündere Luft in die Krankenzimmer der Charité zu bringen, erforschte Metalle und Mineralien und veröffentlichte ein tabellarisches Werk darüber. Ihm gelang es erstmals, Platin zu schmelzen.
Auf Wunsch des Königs arbeitete er in den 1780er Jahren daran, einheimische Pflanzen auf ihre Brauchbarkeit zum Färben von Textilien zu untersuchen, um die Kosten für die Einfuhr teurer ausländischer Farbstoffe möglichst zu verringern. Berliner Färber machte er in Vorträgen mit Neuerungen und Feinheiten des Gewerbes vertraut, die Vortragsreihe musste er mehrfach wiederholen. Wie andere Mitglieder der Akademie auch hielt Achard in den Abendstunden öffentliche Vorlesungen über die Gegenstände seiner Forschung. Seine Veranstaltungen waren überaus beliebt. Mit anschaulichen Experimenten förderte er das Wissen vor allem über physikalische Vorgänge und das Interesse daran – eine Vorstufe des Berliner Universitätsbetriebes. 1778 wurde Achard zum Mitglied der Gelehrtengesellschaft Leopoldina gewählt. Achard unternahm Anbauversuche mit englischen und französischen Grassorten, mit denen die Futterversorgung von Nutztieren verbessert werden sollte. Und wiederum im Auftrag Friedrichs II. erforschte er auf einer Versuchsfläche von etwa fünf Morgen in Lichtenberg bei Berlin die Möglichkeiten, fremde Tabaksorten in Preußen heimisch zu machen oder hiesige Sorten zu veredeln, in den Worten des Königs, „um zu sehen, wie das allhier reussiert und ob es im Großen weiter zu betreiben stehet“. Konkrete Ergebnisse sind nicht bekannt, der König muss aber zufrieden gewesen sein, denn er ließ Achard eine Pension von jährlich 500 Talern überweisen – „für seine Verdienste um Verbesserung der inländischen Tabakkultur“.
1795 konstruierte Achard einen transportablen Feldtelegrafen und testete ihn zwischen Spandau und Berlin. Im Jahr zuvor war zwischen Paris und Lille die erste optische Telegrafenlinie eingerichtet worden, sie benutzte ein System mechanischer Signalelemente mit beweglichen Armen. Achard schlug nun vor, Nachrichten mit Hilfe geometrischer Figuren zu übermitteln. Er übersetzte 2375 Wörter und Redensarten in derartige Zeichen und trug sie in ein deutsch-französisches Telegrafenlexikon ein. Erfolg hatte er damit nicht, in Preußen wurden weiterhin Kuriere eingesetzt, weil diese auch bei Nacht und schlechter Sicht Ergebnisse lieferten. Aber der Franzose Claude Chappe, der eigentliche Erfinder, nahm sich 1805 das Leben, nachdem ihm in der Öffentlichkeit die Priorität an seinem Werk bestritten wurde.
Achard ließ Blitzableiter auf einigen Berliner Privathäusern anbringen, ebenso auf dem Deutschen und dem Französischen Dom. Er erfuhr von den gelungenen Versuchen der Gebrüder Montgolfier mit Heißluftballons und schickte nur Monate später, um die Jahreswende 1783/84, mehrmals gas- und luftgefüllte Ballons in den Berliner Himmel. Sein Publikum, das zuvor um Spenden gebeten worden war, zeigte sich enttäuscht: Ballons landeten in unsichtbarer Ferne, andere platzten schon beim Aufstieg. Insgesamt aber war Achard, den man in der Akademie zusätzlich mit organisatorischen und administrativen Aufgaben betraut hatte und der oft bis zur völligen Erschöpfung arbeitete, ein öffentlich anerkannter, sogar berühmter Mann, Mitglied zahlreicher wissenschaftlicher Gesellschaften im In- und Ausland. Die Kgl. bayerische Akademie der Wissenschaften etwa hatte ihn 1778 zum auswärtigen Mitglied ernannt.

### Zuckerherstellung

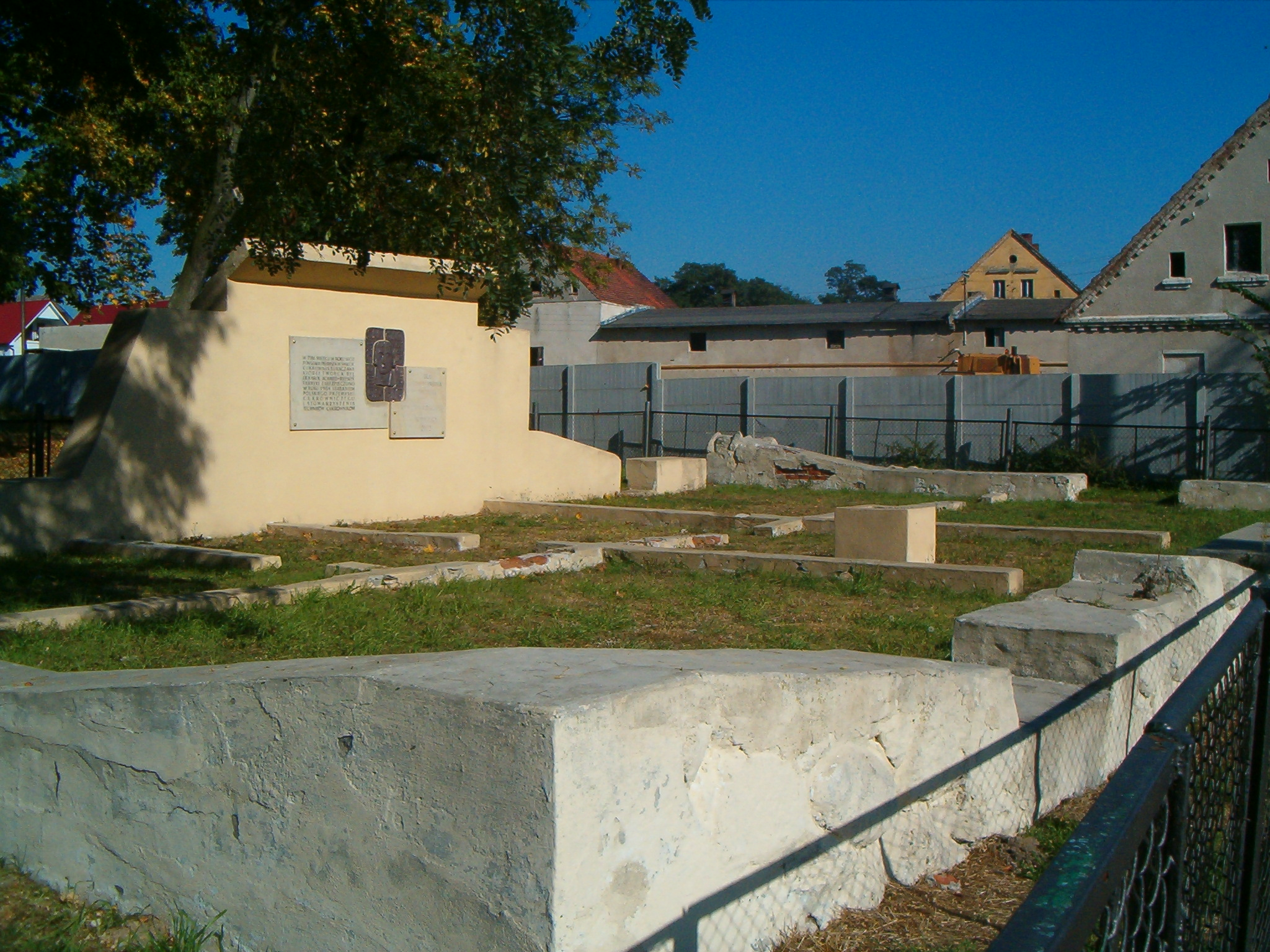
Ruine der Lehr-Zuckerfabrik von 1812 in Konary

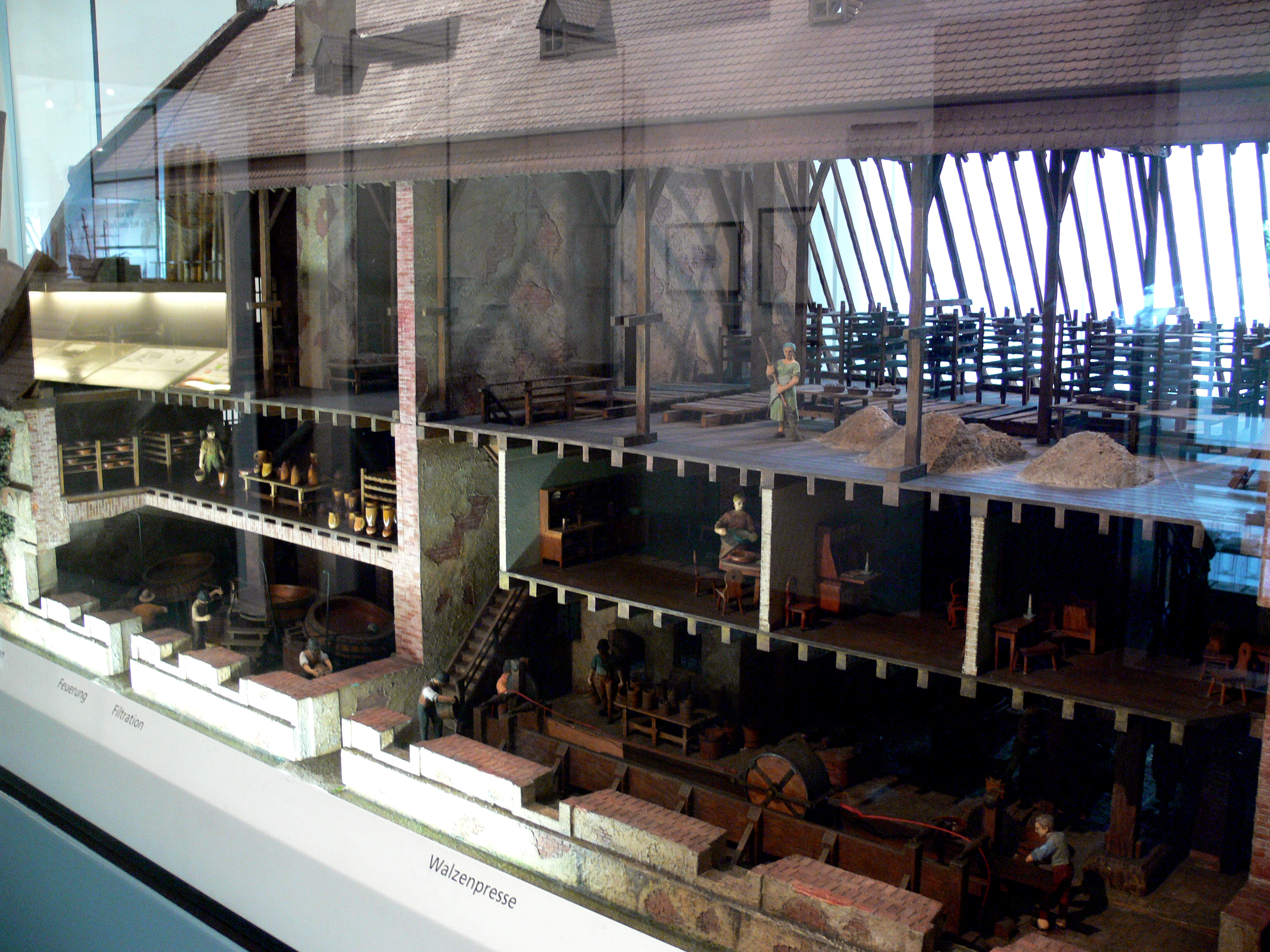
Modell Rübenzuckerfabrik Kunern (1802), Zucker-Museum

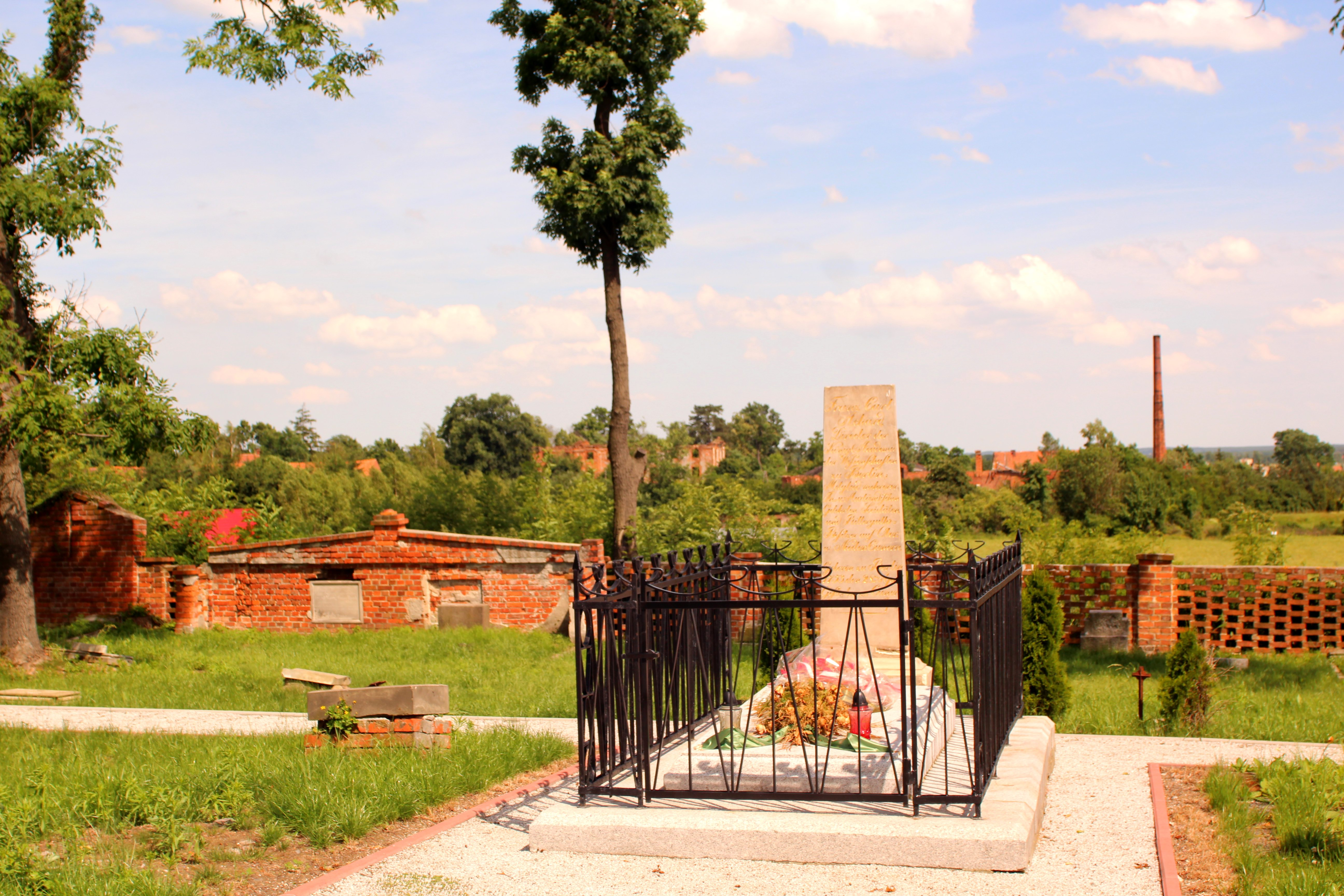
Achards Grab in Moczydlnica Dworska

In seiner gesamten Arbeit war Franz Carl Achard mehr Experimentator und Organisator als Theoretiker. So war es nur folgerichtig, dass er seine größte Wirkung und seinen Platz in der Geschichte durch die Entwicklung einer neuen Technik und ihre Erprobung in der (vor)industriellen Praxis erreichte. 1747 hatte sein Lehrer, der Chemiker Andreas Sigismund Marggraf, erstmals den Zuckergehalt der Runkelrübe nachgewiesen und seine Entdeckung in einem Vortrag an der Akademie vorgestellt, diesen Ansatz aber nicht weiter verfolgt. Sehr wahrscheinlich kannte Achard die Forschungsergebnisse.
1782 griff er das Thema auf und kaufte das kleine Gut Kaulsdorf im Nordosten Berlins. Dort begann er im folgenden Jahr mit seinen Versuchen, „Zucker aus europäischen Pflanzen mit Vorteil zu gewinnen“. Er baute viele verschiedene Pflanzen an, untersuchte sie auf ihre Eignung und entschied sich für die Runkelrübe, um sie durch weitere Züchtung für seine Zwecke zu optimieren. Nach einer Pause von einigen Jahren – Kaulsdorf war 1786 abgebrannt – setzte Achard seine Versuche 1792 fort, nun auf seinem Anwesen in Französisch Buchholz in der Nähe Berlins. In einer Eingabe vom 11. Januar 1799 teilte er König Friedrich Wilhelm III. mit, er sei jetzt zuversichtlich, Zucker aus Rüben gewinnen zu können, und bat um ein größeres Darlehen. Achard sah im Rübenzucker auch eine Waffe gegen die von ihm verabscheute Sklaverei.
Eine Probe der in der Berliner Zuckersiederei gewonnenen Raffinade fügte er bei. Der König und seine Berater erkannten das Potential dieses Projektes und genehmigten nur vier Tage später die beträchtliche Summe von 50.000 Talern. Achard erwarb daraufhin von Graf Maximilian von Pückler das Gut Kunern, bei Steinau nahe der Oder gelegen, und ließ in drei bereits vorhandenen Gebäuden (auf dem östlichen Hügel von Oberkunern) die von ihm entwickelten neuen technischen Anlagen einbauen. 250 t Rüben aus der Ernte von 1801 wurden ab April 1802 in der Zuckerfabrik verarbeitet und lieferten mit einer Ausbeute von vier Prozent das fertige Produkt.
Im Jahr 1807 fielen während des Krieges mit Frankreich die Fabrik und einige Gebäude des Gutes einem Brand zum Opfer, Achard war ruiniert und musste sich hoch verschulden. Der preußische König übernahm 1810 Achards  Verbindlichkeiten, veranlasste eine weitere Hypothek von 20.000 Talern mit der Auflage, eine neue Anlage zum Unterricht in der Zuckerfabrikation „im kleinen“ zu errichten und zu unterhalten. Dazu meldete Achard Ende Februar 1812 an die Liegnitzer Bezirksbehörde, dass zwei Anlagen fertig geworden sind: die kleinere zur Verwertung der eigenen Rüben als Nebenerwerb und die größere zur Verarbeitung zugekaufter Rüben als Spezialbetrieb, dazu noch ein Wohnheim mit 24 „Stuben“. Der Lehrbetrieb begann im März 1812 und umfasste auch ausländische Schüler. 1813 wurde die Kontinentalsperre aufgehoben, so dass billiger Kolonialzucker den deutschen Markt erreichte und den Rübenzucker verdrängte. Achards Gesundheit verschlechterte sich. Er musste wegen starker gesundheitlicher Beschwerden die Zahl der Lehrlinge zurückfahren, sie im Winter vom Krankenbett aus einweisen und schließlich 1819 den Betrieb ganz einstellen. Er starb nach weiterer schwerer Krankheit am 20. April 1821, verarmt und erst einmal vergessen. Nur in der Ausgabe der Schlesischen Zeitung vom 28. April 1821 veröffentlichte die Familie eine Todesanzeige. Kein Nachruf einer der vielen gelehrten Gesellschaften ehrte Achards Leben und seine Verdienste. Er wurde auf dem evangelischen Friedhof von Herrnmotschelnitz (seit 1945 Moczydlnica Dworska, jetzt Teil der Stadt- und Landgemeinde Wohlau / Wołów) beerdigt. Die Familie ließ einen Obelisken setzen. Im Jahre 1886 baute man die Grabstelle auf Initiative des Vereins für die Rüben-Zuckerindustrie des Deutschen Reiches in eine Gruft um, die ein würdigender Denkstein abschloss. Nach 1945 wurde der Friedhof nicht mehr weiter belegt.
In den 1980er Jahren kam es zu einem Beschluss für eine gründliche Restaurierung des inzwischen beschädigten Obelisks, die dann 1984 in Wrocław (Breslau) erfolgte. Dann wurde dieser ins Museum von Wołów (Wohlau) gebracht und ausgestellt. Im Zusammenhang mit den Jubiläen 2002/2003 (200 Jahre Zuckerfabrik Kunern, 250. Geburtstag von Achard) entstand der Plan zur Restaurierung des Friedhofs in Herrnmotschelnitz. Das erfolgte in den Jahren 2009–10 durch Mittel der polnischen Zuckerindustrie (einschließlich Südzucker Polska S. A.) und betraf Wege, Eingang, Mauern und vor allem als Schwerpunkt die Grabstelle Achards. Dazu wurde der neue Obelisk mit den alten deutschen Inschriften aufgestellt und das Umfeld als Gedenkstätte gestaltet. Bei den übrigen Gräbern blieben Steinreste und Einfassungen erhalten. Der beräumte Friedhof steht seitdem unter Denkmalschutz.
Das Schloss brannte 1945 aus, die Ziegelsteine der Lehr-Zuckerfabrik an der Dorfstraße, die erst um 1911 als solche erkannt wurde, fanden später neue Verwendung. Auf den konservierten Grundmauern dieses Gebäudes ließ die polnische Regierung 1964 eine Gedenkstätte für Achard errichten, und im Haus des ehemaligen Berliner Zuckermuseums erinnerte bis zum November 2012 eine Büste am Eingangsportal an sein Wirken. Sie wurde an das Märkische Museum in Berlin zurückgegeben (Abbildung am Anfang der Biographie). Seit 2015 gibt es im Deutschen Technikmuseum zu Berlin eine Dauerausstellung „Alles Zucker!“, die Achards Wirken würdigt.

## Wirkungen und Wertungen
Sehr bald, in Deutschland mit einiger Verspätung erst in den 1830er Jahren, entwickelte sich die Zuckerherstellung auf der Basis dessen, was Achard erdacht und praktiziert hatte, zu einer blühenden, hocheffizienten Industrie. Sie war Schrittmacher für verschiedene Produktionsprozesse des beginnenden Maschinenzeitalters. Extraktion, Filtration, Verdampfung und Kristallisation, Zentrifugentechnik, Trocknung und mehrfache Abdampfverwertung konnten auch in anderen Industriezweigen angewendet werden.
Die industrielle Herstellung von Rübenzucker bedrohte und beendete schließlich das Zuckermonopol der Rohrzucker produzierenden Kolonialmächte. Schon zu Beginn dieser Entwicklung hatte es offenbar Versuche gegeben, Achard zu bestechen. Zumindest eine historische Quelle berichtet, englische Rohrzuckerfabrikanten hätten ihm bis zu 200.000 Taler für den Fall geboten, dass er seine im Kleinen gelungenen Versuche als definitiv ungeeignet zur industriellen Auswertung erklären und die Arbeit daran abbrechen würde.
Achards bewegtes Privatleben steht im Mittelpunkt einer Fallstudie über „Heirat und Leben in Lebensgemeinschaft Ende des 18. Jahrhunderts“. Hier wird zunächst mit Zahlen belegt, dass im letzten Drittel des 18. Jahrhunderts in Berlin ein bemerkenswerter prozentualer Rückgang der Eheschließungen und entsprechend ein Zuwachs an unehelichen Kindern zu beobachten waren. Der Arzt Ludwig Formey merkt an, dies gelte besonders für die „denkende Classe, da die andere sich dem Naturtriebe überlässt, ohne sich um den Zweck und die Folgen der Ehe zu bekümmern ...“. Die Biographie Achards wird herangezogen, um das Verhalten des Umfeldes – Familie, Kirche, Mitbürger – bei abweichendem Heiratsverhalten im akademischen Milieu zu beleuchten.

## Urteile von Zeitgenossen

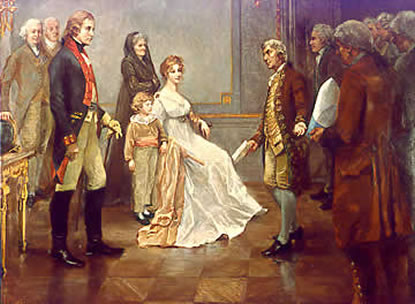
Symbolisch: Zuckerhut für König Friedrich Wilhelm III

Nachdem Achard am 15. November 1777 ein Gehaltsgesuch an König Friedrich II. gerichtet hatte, ließ der in einer Kabinettsorder am 16. November 1777 antworten: „Da der König nicht hinreichend die Talente und literarischen Verdienste seines Akademiemitglieds Achard kennt, wünscht Seine Majestät, daß seine Akademie der Wissenschaften sie ihm besonders bekannt mache, damit über Achards im Original beiliegendes Gesuch entschieden werden kann“.
Die Akademiedirektoren Marggraf, Lagrange, Merian und Sulzer berichteten am 18. November 1777: „Euer Majestät haben uns befohlen, Sie über die Talente und das akademische Verdienst von Herrn Achard zu informieren. Wir können ihm in dieser Hinsicht nur das vorteilhafteste Zeugnis ausstellen. … Als Schüler von Direktor Marggraf in der Chemie hat er in dieser Wissenschaft, für die er eine wahre Leidenschaft empfindet, beträchtliche Fortschritte gemacht. Nicht weniger hat er sich in anderen Zweigen der Experimentalphysik ausgezeichnet, in denen es nichts gibt, das ihm entgeht und in denen er weder Mühe noch Kosten scheut, ja selbst auf seine Gesundheit keine Rücksicht nimmt. Er hat bereits auf allen diesen Gebieten Abhandlungen geliefert, die den Beifall der Kenner fanden ...“
Das Akademiemitglied Dieudonneé Thiébault schrieb in seinen Erinnerungen über Achard: „Ich habe gesehen, wie er sich neunmal 24 Stunden hintereinander in sein Laboratorium gestellt hat, um dasselbe Experiment zu verfolgen. Ich habe gesehen, wie er allen Unbilden der Jahreszeit trotzte und ganze Tage damit verbrachte, seine Verfahren zur Vervollkommnung der Tabakkultur zu begutachten und so aus den von ihm erhaltenen Ergebnissen 23 000 Dreisätze unter Feldbedingungen aufstellte. Er hat uns einen Plan von 40 000 durchzuführenden Versuchen gezeigt, um alle bekannten Gesteinsarten beliebig zerlegen oder zusammensetzen zu können. Ich habe schließlich gesehen, wie er viele geschickt erdachte und sowohl präzise arbeitende, wie auch nützliche Maschinen der Akademie vorstellte usw. Monsieur Achard hat viel erreicht, weil er ebensoviel Ausdauer wie Eifer besitzt und weil er sich mit diesen Vorzügen völlig der Wissenschaft widmet.“
(Die Originale der drei zitierten Texte waren auf Französisch abgefasst.)

## Werke (Auswahl)
- Die europäische Zuckerfabrikation aus Runkelrüben, in Verbindung mit der Bereitung des Rums, des Essigs und eines Coffee-Surrogats aus ihren Abfällen, 3 Theile. Neudruck der Ausgabe von 1809. Bartens, Berlin 1985, ISBN 3-87040-034-X.
- Die Zucker- und Syrup-Fabrication aus Runkelrüben. Breslau 1810, 2. Aufl. 1813

Achard veröffentlichte über 240 wissenschaftliche Arbeiten, darunter 60 zum Thema Rübenzucker.

## Ehrungen
- Mitglied in 29 nationalen bzw. internationalen Gesellschaften, darunter:
  - 1774 Mitglied der „Naturforschenden Gesellschaft zu Berlin“
  - 1778 Mitglied der Sektion Mathematik der Leopoldina „Nationale Akademie der Wissenschaften in Halle (Saale)“
  - 1778 auswärtiges Mitglied der Königl. Bayerischen Akademie der Wissenschaften
  - 1811/1812 Ehrenmitglied der Königl. Preußischen Akademie der Wissenschaften zu Berlin
- 1811 goldene Medaille der Société d’agriculture de la Seine zu Paris
- 1886 Stiftung einer Gedenkplatte und Umgestaltung der Grabstelle durch den Verein für die Rüben-Zuckerindustrie des Deutschen Reiches
- 1892 Bronze-Gedenktafel mit der Reliefbüste Achards (Bildhauer Ferdinand Lepcke, auf Veranlassung von Prof. Scheibler gestiftet) an der Frontseite des Hauses Dorotheenstraße 10 in Berlin
- 1900 Errichtung einer „Achardstiftung“ durch den Verein der Deutschen Zuckerindustrie (Stiftungskapital: 12.000 Goldmark; durch die Inflation beendet).
- 1911 Entdeckung des Gebäudes der ehemaligen Lehr-Zuckerfabrik in Kunern
- Straßennamen in Mainz, Berlin-Kaulsdorf (seit 1934)[13] und Laatzen bei Hannover
- 1993 Patenschaft für die Grundschule in Berlin-Kaulsdorf
- 1964 Gestaltung des Platzes der ehemaligen Zuckerfabrik in Kunern mit Relief und erster Tafel
- 1980 Stiftung der „Franz-Carl-Achard-Medaille“ durch die Akademie der Wissenschaften der DDR zur Würdigung hervorragender Leistungen auf dem Gebiet der technischen und technologischen Wissenschaften; sie wurde bis 1989 vergeben.
- 1992 Sonderpostwertzeichen zum 125. Jahrestages der Gründung des Zuckerinstituts in Berlin mit einem Scherenschnitt-Bild von Achard (angefertigt von Jean-Yves Dousset nach den Bronzebüsten im Zucker-Museum Berlin),
- 1993 Messingtafel am Herrenhaus des ehemaligen Gutes in Kaulsdorf b. Berlin
- 1997 weitere Gedenktafel in der Dorfstraße von Kaulsdorf bei Berlin
- 1999 Stiftung einer Ehrenmünze mit dem Bildnis von Franz Carl Achard für verdiente langjährige Mitglieder des Vereins Deutscher Zuckertechniker
- 2002 Ausstellung des Museums Wohlau im Kloster Leubus (Klasztor Lubiaz) zum 200. Jahrestag des Beginns der Zuckerherstellung in der Fabrik von Kunern mit einem neuen Obelisken
- 2002 Herausgabe einer umfangreichen Biografie über Achard durch Hans-Heinrich Müller und zwei weitere Autoren.
- 2002 zweite Tafel an der Gedenkstätte der ehemaligen Lehrzuckerfabrik neben dem Relief: „Zur Erinnerung an 200 Jahre Rübenzuckerindustrie“. Konary 2002.
- 2009–10 Restaurierung des Friedhofs in Herrnmotschelnitz (Moczydlnica Dworska) und besonders der Grabstelle Achards
- seit 2015 gibt es die Dauerausstellung des Deutschen Technikmuseums „Alles Zucker! Nahrung – Werkstoff – Energie“ mit 7 Teilen.

## Film
- Zucker ohne Sklavenarbeit. Fernseh-Reportage, Deutschland, 2015, 4:44 Min., Buch und Regie: Iduna Wünschmann, Moderation: Gerald Meyer, Produktion: rbb, Redaktion: Theodor. Geschichten aus der Mark, Erstsendung: 6. Dezember 2015 bei rbb, Inhaltsangabe von Theodor (Memento vom 7. Dezember 2015 im Webarchiv archive.today), Video. rbb.